# 洛夫里奇氏魮
洛夫里奇氏魮（学名：Barbus loveridgii）為輻鰭魚綱鯉形目鯉科魮屬的其中一個種。該物種於1916年由乔治·亚伯特·布兰洁描述，主要分布於非洲肯亞Amala河流域，體長可達6.6公分。

## 扩展阅读
維基物種上的相關：洛夫里奇氏魮